# منطقة مشتركة

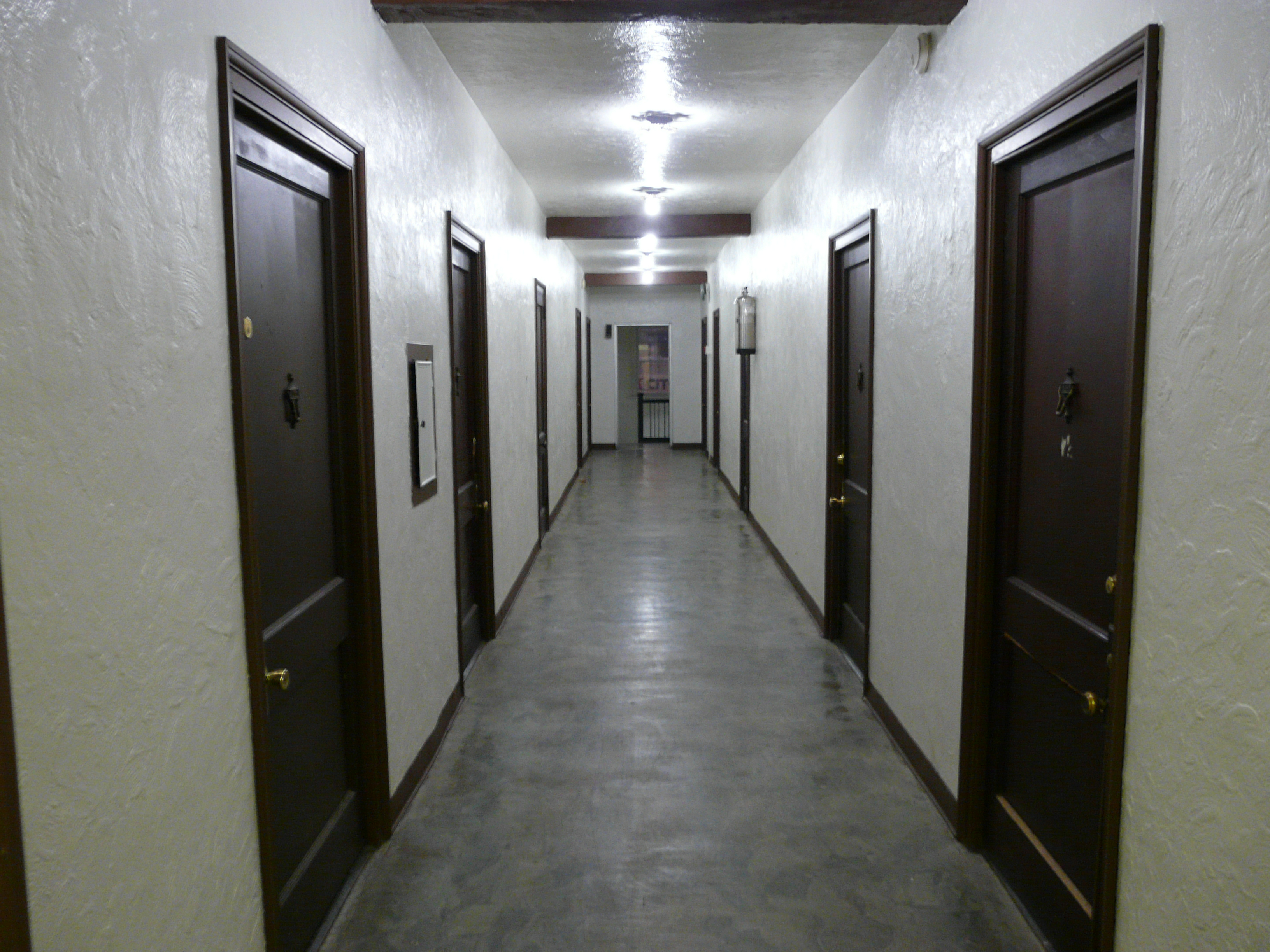
ممر مشترك في بناء

المنطقة المشتركة (بالإنجليزية: Common area)‏ في قانون العقارات، أو قانون الملكية العقارية، هي «المنطقة المتاحة للاستخدام من قبل أكثر من شخص واحد...»، المناطق المشتركة هي تلك المتوفرة للاستخدام المشترك من قبل جميع المستأجرين، (أو) مجموعات من المستأجرين والمدعوين لهم. في تكساس وأجزاء أخرى من الولايات المتحدة، هي «منطقة داخل مشروع سكني، مملوك لجميع السكان، أو لهيكل إدارة شامل يتقاضى رسومًا على كل مستأجر مقابل الصيانة.»
غالبًا ما توجد المناطق المشتركة في الشقق، والمجمعات المسورة، والوحدات السكنية، والتعاونيات، ومراكز التسوق.
في أي حالة يوجد فيها إيجار مشترك، يمتلك جميع المستأجرين بشكل جماعي المناطق المشتركة، مما يعني أن أي مستأجر فردي، لا يمتلك سيطرة على الأرض أكثر من أي مالك آخر.
هذا يختلف عن الأراضي المشتركة أو المشاع، كما هو مستخدم في القانون الإنجليزي، والتي يملكها شخص واحد، ولكن يمكن استخدامها من قبل مجموعة من الأشخاص.